# Richtlinien für das Strafverfahren und das Bußgeldverfahren
Die Richtlinien für das Strafverfahren und das Bußgeldverfahren (RiStBV) stellen ergänzende Verwaltungsvorschriften für Straf- und Bußgeldverfahren in Deutschland dar. Daneben gibt es eigene Vorschriften für die Finanzbehörden (vgl. unten).

## RiStBV
Die RiStBV gehen zurück auf die Richtlinien für das Strafverfahren von 1935. Spätere Fassungen erfolgten gemeinsam durch das Bundesministerium der Justiz und die Länderjustizministerien. 1970 kam es zur Titeländerung unter Erstreckung auf das Bußgeldverfahren. 1977 trat eine Neufassung in Kraft, die zuletzt mit Wirkung vom 1. Dezember 2021 geändert wurde.
Die aktuelle Neufassung trat für den Bund am 30. März 2023 in Kraft, die Inkraftsetzung durch die Länder erfolgt gesondert (z. B. Bayern am 1. September 2023).
Die Richtlinien bezwecken, eine weitgehend bundeseinheitliche Sachbehandlung sicherzustellen. Die RiStBV haben als Verwaltungsvorschriften bzw. innerdienstliche Weisungen (§ 146 GVG) keine Gesetzeskraft und binden lediglich die weisungsgebundenen Bediensteten der Justizverwaltung. Sie richten sich vor allem an die Staatsanwaltschaft, geben aber auch Hinweise für die nicht weisungsgebundenen Richter, die jedoch unverbindlich sind, und das Verwaltungshandeln der Polizei. Kommt auch den RiStBV wegen fehlender Außenwirkung keine Rechtsquellenqualität zu, so fließen sie doch in das innerdienstliche Verfahren der Polizei und Justiz ein. Somit sind Verstöße prinzipiell dienstrechtlich beanstandbar.
Die RiStBV zählen zum Strafprozessrecht im weiteren Sinne. Die Richtlinien für das Strafverfahren stellen den ersten Teil der RiStBV dar und gliedern sich wie das Strafgesetzbuch in einen allgemeinen und einen besonderen Teil. Im allgemeinen Teil finden sich unter anderem Regelungen zu den einzelnen Verfahrensabschnitten und zu besonderen Verfahrenssituationen. Der besondere Teil der Richtlinien für das Strafverfahren geht auf einzelne Strafvorschriften des Haupt- und Nebenstrafrechts ein. Es folgen die Richtlinien für das Bußgeldverfahren. Am Schluss der RiStBV finden sich die Anlagen zu den Richtlinien für das Strafverfahren.
Inhaltsverzeichnis (gekürzt)
| Einführung |            |
| Richtlinien für das Strafverfahren |            |
| Allgemeiner Teil | Nrn.       |
| 1. Abschnitt: Vorverfahren | 1–109      |
| 2. Abschnitt: Anklage | 110–114    |
| 3. Abschnitt: Hauptverfahren | 115–146    |
| 4. Abschnitt: Rechtsmittel | 147–169    |
| 5. Abschnitt: Wiederaufnahme des Verfahrens | 170–171    |
| 5. Abschnitt: Beteiligung des Verletzten am Verfahren | 172–174c   |
| 7. Abschnitt: Besondere Verfahrensarten | 175–180a   |
| 8. Abschnitt: Verfahren gegen sprachunkundige Ausländer | 181        |
| 9. Abschnitt: Erteilung von Auskünfte, Überlassung von Abschriften und Gewährung von Akteneinsicht                                                                                                  | 182–189    |
| 10. Abschnitt: Einholung der Entscheidung des Bundesverfassungsgerichts | 190        |
| 11. Abschnitt: Strafsachen gegen Mitglieder des Deutschen Bundestages, der gesetzgebenden Körperschaften der Länder sowie des Europäischen Parlaments                                               | 191–192b   |
| 12. Abschnitt: Behandlung der von der deutschen Gerichtsbarkeit befreiten Personen | 193–199    |
| 13. Abschnitt: [Rechtshilfeverkehr mit dem Ausland und andere das Ausland berührende Maßnahmen] | gestrichen |
| 14. Abschnitt: Verfahren nach Feststellung der Entschädigungspflicht nach dem Gesetz über die Entschädigung für Strafverfolgungsmaßnahmen                                                           | 201        |
| Besonderer Teil |            |
| 1. Abschnitt: Strafvorschriften des StGB | 202–254    |
| 2. Abschnitt: Strafvorschriften des Nebenstrafrechts | 255–268    |
| Richtlinien für das Bußgeldverfahren |            |
| 1. Abschnitt: Zuständigkeit | 269–271    |
| 2. Abschnitt: Zusammenarbeit der Staatsanwaltschaft mit den Verwaltungsbehörden | 272        |
| 3. Abschnitt: Einbeziehung von Ordnungswidrigkeiten in das vorbereitende Verfahren wegen einer Straftat                                                                                             | 273–279    |
| 4. Abschnitt: Erstreckung der öffentlichen Klage auf die Ordnungswidrigkeit | 280        |
| 5. Abschnitt: Verfahren nach Einspruch gegen den Bußgeldbescheid | 281–290    |
| 6. Abschnitt: Rechtsbeschwerdeverfahren | 291–293    |
| 7. Abschnitt: Bußgelderkenntnis im Strafverfahren | 294        |
| 8. Abschnitt: Entschädigung für Verfolgungsmaßnahmen | 295        |
| 9. Abschnitt: Akteneinsicht | 296        |
| 10. Abschnitt: Einholung der Entscheidung des Bundesverfassungsgerichts | 297        |
| 11. Abschnitt: Bußgeldsachen gegen Mitglieder der gesetzgebenden Körperschaften | 298        |
| 12. Abschnitt: Behandlung der von der deutschen Gerichtsbarkeit befreiten Personen | 299        |
| 13. Abschnitt: Rechtshilfeverkehr mit dem Ausland | 300        |
| 14. Abschnitt: Verkehr mit der Europäischen Staatsanwaltschaft | 301–305    |
| Anlagen A–F (die Anlagen sind in der Neufassung von 2023 nicht mehr enthalten, obwohl sie Verweise auf die Anlagen enthält). Nach Auskunft der Justizministerkonferenz sollen sie weiter gelten.[7] |            |

## Vorschriften für die Finanzbehörden
Für die Finanzbehörden gibt es die
- Anweisungen für das Straf- und Bußgeldverfahren (Steuer), kurz: AStBV (St) für die reibungslose Zusammenarbeit der zur Verfolgung von Steuerstraftaten und Steuerordnungswidrigkeiten berufenen Stellen (gleich lautende Erlasse der obersten Finanzbehörden der Länder),[8]
- Dienstvorschrift für das Straf- und Bußgeldverfahren (Aufgabenwahrnehmung und Organisation), kurz: StraBuDV des Bundesministeriums der Finanzen (BMF) mit Regelungen zu verfahrensrechtlichen Fragen und dem Geschäftsablauf bei der Bearbeitung steuerrechtlicher Straf- und Bußgeldverfahren durch die Bediensteten der Strafsachen- und Bußgeldstellen der Hauptzollämter, der Zollfahndungsämter und der Finanzbehörden.

### AStBV (St)
Die AStBV (St) erschienen erstmals 1984.
Inhaltsverzeichnis (Fassung 2020, gekürzt):
| Einführung                                                | Nrn.    |
| Teil 1 Anwendungsbereich, gemeinsame Verfahrensgrundsätze | 1–7     |
| Teil 2 Behandlung der Eingänge                            | 8–13    |
| Teil 3 Strafverfahren                                     | 14–99   |
| Teil 4 Bußgeldverfahren                                   | 100–121 |
| Teil 5 Steuerfahndung                                     | 122–127 |
| Teil 6 Ergänzende Regelungen                              | 128–154 |

### StraBuDV
Bis 2011 wurde die StraBuDV in der E-VSF (S 18 85) veröffentlicht. Seitdem unterliegt sie seitens des BMF der Geheimhaltung (VS-NfD). Das VG Berlin sah diese Geheimhaltung als nicht gerechtfertigt an und gewährte dem Kläger Zugang zu der StraBuDV in der am 5. August 2019 gültigen Fassung aufgrund des Informationsfreiheitsgesetzes (§ 1 Abs. 1 Satz 1 IFG).
Inhaltsverzeichnis (Fassung 2010, gekürzt):
| Abschnitt I – Anwendungsbereich                                | Nr. 1      |
| Abschnitt II – Begriffsbestimmungen                            | 2–2.9      |
| Abschnitt III – Strafverfahren                                 | 3–173      |
| Abschnitt IV – Bußgeldverfahren                                | 174–208.12 |
| Abschnitt V – Zollfahndungsdienst                              | 209–213    |
| Abschnitt VI – Zusammenarbeit mit anderen Behörden und Stellen | 214–220    |
| Abschnitt VII – Organisation der StraBu; Aktenführung          | 221–227    |
| Anlage KFR, Anlagen 1–10                                       |            |
Bemerkenswert an der StraBuDV ist insbesondere die darin enthaltene Strafmaßtabelle, welche sich in den AStBV – trotz der im Übrigen gegebenen inhaltlichen Übereinstimmungen – nicht finden lässt.